# 朗根霍恩
朗根霍恩（德語：Langenhorn）是德国石勒苏益格-荷尔斯泰因州的一个市镇。总面积47.40平方公里，总人口3109人，其中男性1529人，女性1580人（2011年12月31日），人口密度66人/平方公里。德国哲学家泡尔生生于此地。